# Gare d’Ustaritz
Gare d’Ustaritz vasútállomás Franciaországban, Ustaritz településen.

## Vasútvonalak
Az állomást az alábbi vasútvonalak érintik:
- Bayonne–Saint-Jean-Pied-de-Port-vasútvonal

## Kapcsolódó állomások
A vasútállomáshoz az alábbi állomások vannak a legközelebb:
- Gare de Halsou - Larressore
- Gare de Villefranque